# Periphyllus venetianus
Periphyllus venetianus är en insektsart. Periphyllus venetianus ingår i släktet Periphyllus och familjen långrörsbladlöss. Inga underarter finns listade i Catalogue of Life.